# Kouadiotékro
Kouadiotékro est une localité au centre de la Côte d'Ivoire dans la région du N'zi. Cette localité rurale est administrativement rattachée au département de Dimbokro.